# Weber (jednotka)
Weber (značka Wb) je odvozená jednotka soustavy SI udávající magnetický tok.

## Definice
1 Wb = 1 m2·kg·s−2·A−1 (v základních jednotkách soustavy SI, jinak také 1 V·s nebo 1 T·m2)
V soustavě CGS existovala pro popis magnetického toku jednotka maxwell (značka Mx), jejíž hodnota byla výrazně nižší.
1 Wb = 108 Mx